# Terry IV
Terry Cuatro fue un grupo originario de Villarrobledo (Albacete). Tocaban con dos baterías, y al igual que sus amigos Los Vegetales apenas editaron ninguna grabación en el tiempo que existieron como grupo (sólo un par de sencillos para MENU y DRO), por lo que son más conocidos por versiones de sus temas grabadas por otros grupos.
Aparte de su faceta como músicos, el grupo sacaba su propio fanzine, titulado Manga, y crearon el sello discográfico Spicnic.
Entre las canciones suyas que grabaron otros grupos están "Cabeza cuadrada" (Los Intronautas) y "¿De dónde viene la nieve?" (Los Fresones Rebeldes).
Los Vegetales escribieron para ellos el tema "Elvis me telefoneó", que luego versionarían Los Intronautas, Meteoro, Espanto y La Monja Enana.
También ellos hicieron suyas canciones de otras bandas, como "No me hace falta más" ("Just Can't Get Enough" de Depeche Mode),"Bomba" de Metal y Ca.,Doctor Spock ("Where is Captain Kirk" de Spizzenergi) y "Viva el rock" ("Vive Le Rock" de Adam and The Ants), esta última a dúo con Fangoria.
Tras la separación del grupo, sus miembros formaron Meteoro, Astrogirls y Hello Cuca.

## Discografía
- Nuestro arsenal, Spicnic.